# Кожевников Олександр Вікторович
Олександр Вікторович Кожевников (рос. Кожевников Александр Викторович; нар. 21 вересня 1958, Пенза, РРФСР, СРСР) — радянський хокеїст, нападник, Заслужений майстер спорту СРСР (1982).

## Біографія
Випускник Пензенської обласної спеціалізованої дитячо-юнацької школи Олімпійського резерву з хокею із шайбою, вихованець заслуженого тренера Росії В. І. Ядренцева. При цьому професійно почав займатися хокеєм тільки з 15-ти років.
З 1975 по 1977 рік грав за «Дизеліст» (Пенза). Гравець московського «Спартака» (1977–1986) і «Крила Рад» (1986–1989, 1991, 1995–1997). Виступав також за шведський АІК у 1991 році.
Дворазовий олімпійський чемпіон (1984, 1988). Чемпіон світу та Європи 1982 року. У чемпіонатах СРСР зіграв 525 матчів і закинув 243 шайби, з яких 43 він закинув у чемпіонаті 1981/82. Став найкращим бомбардиром за системою гол+пас на Кубку Шпенглера 1985 та входив до команди «Усіх зірок» на Кубку Шпенглера 1987.
Нагороджений орденами Пошани (2011) і «Знак Пошани» (1982).
Хокейний експерт і коментатор на телеканалі Росія-2.
У 2024 році довірена особа кандидата в президенти Росії Володимира Путіна.
Дочка: Марія, акторка, депутатка Державної думи ФС РФ VI скликання.

## Статистика

### Клубні виступи
| Сезон         | Клуб                       | Ліга            | Регулярний сезон | Регулярний сезон | Регулярний сезон | Регулярний сезон | Регулярний сезон | Плей-оф | Плей-оф | Плей-оф | Плей-оф | Плей-оф |
| Сезон         | Клуб                       | Ліга            | І                | Г                | П                | О                | ШХ               | І       | Г       | П       | О       | ШХ      |
| ------------- | -------------------------- | --------------- | ---------------- | ---------------- | ---------------- | ---------------- | ---------------- | ------- | ------- | ------- | ------- | ------- |
| 1975–76       | «Дизеліст» (Пенза)         | Перша ліга      | 7                | 0                | 0                | 0                | 0                | —       | —       | —       | —       | —       |
| 1976–77       | «Дизеліст» (Пенза)         | Перша ліга      | 40               | 10               | 2                | 12               | 27               | —       | —       | —       | —       | —       |
| 1977–78       | «Спартак» (Москва)         | Вища ліга       | 31               | 7                | 8                | 15               | 28               | —       | —       | —       | —       | —       |
| 1978–79       | «Спартак» (Москва)         | Вища ліга       | 42               | 11               | 16               | 27               | 52               | —       | —       | —       | —       | —       |
| 1979–80       | «Спартак» (Москва)         | Вища ліга       | 44               | 14               | 14               | 28               | 48               | —       | —       | —       | —       | —       |
| 1980–81       | «Спартак» (Москва)         | Вища ліга       | 49               | 16               | 16               | 32               | 34               | —       | —       | —       | —       | —       |
| 1981–82       | «Спартак» (Москва)         | Вища ліга       | 47               | 43               | 28               | 71               | 38               | —       | —       | —       | —       | —       |
| 1982–83       | «Спартак» (Москва)         | Вища ліга       | 43               | 35               | 22               | 57               | 16               | —       | —       | —       | —       | —       |
| 1983–84       | «Спартак» (Москва)         | Вища ліга       | 33               | 33               | 14               | 47               | 26               | —       | —       | —       | —       | —       |
| 1984–85       | «Спартак» (Москва)         | Вища ліга       | 41               | 18               | 10               | 28               | 34               | —       | —       | —       | —       | —       |
| 1985–86       | «Спартак» (Москва)         | Вища ліга       | 36               | 14               | 13               | 27               | 21               | —       | —       | —       | —       | —       |
| 1986–87       | «Крила Рад» (Москва)       | Вища ліга       | 40               | 8                | 9                | 17               | 22               | —       | —       | —       | —       | —       |
| 1987–88       | «Крила Рад» (Москва)       | Вища ліга       | 47               | 25               | 20               | 45               | 30               | —       | —       | —       | —       | —       |
| 1988–89       | «Крила Рад» (Москва)       | Вища ліга       | 33               | 8                | 4                | 12               | 22               | —       | —       | —       | —       | —       |
| 1989–90       | АІК (Стокгольм)            | Елітсерія       | 16               | 5                | 9                | 14               | 6                | —       | —       | —       | —       | —       |
| 1989–90       | «Дарем Васпс»              | Велика Британія | 11               | 25               | 22               | 47               | 20               | 4       | 8       | 1       | 9       | 2       |
| 1990–91       | «Крила Рад» (Москва)       | Вища ліга       | 4                | 0                | 0                | 0                | 2                | —       | —       | —       | —       | —       |
| 1990–91       | «Кристал» (Електросталь)   | Перша ліга      | 10               | 3                | 0                | 3                | 0                | —       | —       | —       | —       | —       |
| 1990–91       | «Рапперсвіль-Йона Лейкерс» | НЛБ             | 7                | 8                | 3                | 11               | 4                | 7       | 9       | 9       | 18      | 2       |
| 1991–92       | «Рапперсвіль-Йона Лейкерс» | НЛБ             | 11               | 12               | 9                | 21               | 12               | —       | —       | —       | —       | —       |
| 1995–96       | «Крила Рад» (Москва)       | МХЛ             | 23               | 8                | 12               | 20               | 16               | —       | —       | —       | —       | —       |
| 1996–97       | «Крила Рад» (Москва)       | РСЛ             | 12               | 3                | 6                | 9                | 6                | —       | —       | —       | —       | —       |
| Усього в СРСР | Усього в СРСР              | Усього в СРСР   | 490              | 232              | 174              | 406              | 373              | —       | —       | —       | —       | —       |

### Збірна
| Рік                | Команда            | Турнір             |    | І  | Г | П  | О | ШХ |
| ------------------ | ------------------ | ------------------ | -- | -- | - | -- | - | -- |
| 1978               | СРСР               | МЧС                | 7  | 5  | 4 | 9  | 4 |    |
| 1982               | СРСР               | ЧС                 | 10 | 6  | 1 | 7  | 2 |    |
| 1984               | СРСР               | ОІ                 | 7  | 4  | 4 | 8  | 2 |    |
| 1984               | СРСР               | КК                 | 5  | 0  | 1 | 1  | 0 |    |
| 1988               | СРСР               | ОІ                 | 2  | 1  | 1 | 2  | 4 |    |
| Національна збірна | Національна збірна | Національна збірна | 24 | 11 | 7 | 18 | 8 |    |